# Paolo Cannavaro
Paolo Cannavaro (ur. 26 czerwca 1981 w Neapolu) – Były włoski piłkarz występujący na pozycji środkowego obrońcy. Jego brat – Fabio również był zawodowym piłkarzem. Obecnie jest asystentem trenera Guangzhou Evergrande, którym jest jego brat.

## Kariera klubowa
Paolo Cannavaro zawodową karierę rozpoczynał w 1998 roku w drużynie SSC Napoli. Pierwszy oficjalny mecz rozegrał w wieku 17 lat. Następnie został sprzedany do Parmy, w barwach którego 14 maja 2000 roku zadebiutował w wygranym 4:1 meczu z US Lecce zmieniając w drugiej połowie swojego brata. Sezon 2001/2002 Paolo spędził na wypożyczeniu w Hellasie Werona, dla którego rozegrał 25 spotkań i zdobył swoją pierwszą bramkę w karierze. Po powrocie do drużyny „Gialloblu” Włoch pełnił rolę rezerwowego, jednak z czasem dostawał więcej szans gry w podstawowej jedenastce. Łącznie dla Parmy Cannavaro rozegrał 92 mecze i zaliczył 4 gole, wszystkie w sezonie 2004/2005.
W 2006 roku Cannavaro powrócił do SSC Napoli, które po awansie do Serie B miało aspiracje gry we włoskiej ekstraklasie. Cel ten udało im się osiągnąć i „Partenopei” sezon 2007/2008 rozpoczęli w najwyższej klasie rozgrywek we Włoszech. Cannavaro stał się podstawowym zawodnikiem swojego klubu, a z czasem został jego kapitanem. Od początku sezonu 2009/2010 na środku obrony grywał najczęściej razem z Argentyńczykiem Hugo Campagnaro. 31 stycznia 2014 roku został wypożyczony do US Sassuolo.

## Kariera reprezentacyjna
Cannavaro ma za sobą występy w młodzieżowych reprezentacjach Włoch. W drużynie do lat 21, w której występował w latach 2002-2004 zaliczył 18 występów. Do seniorskiej drużyny narodowej Roberto Donadoni powołał go na towarzyski mecz z RPA, jednak włoski obrońca nie wystąpił w nim i nie zadebiutował w reprezentacji.